# Komenda Rejonu Uzupełnień Wilejka

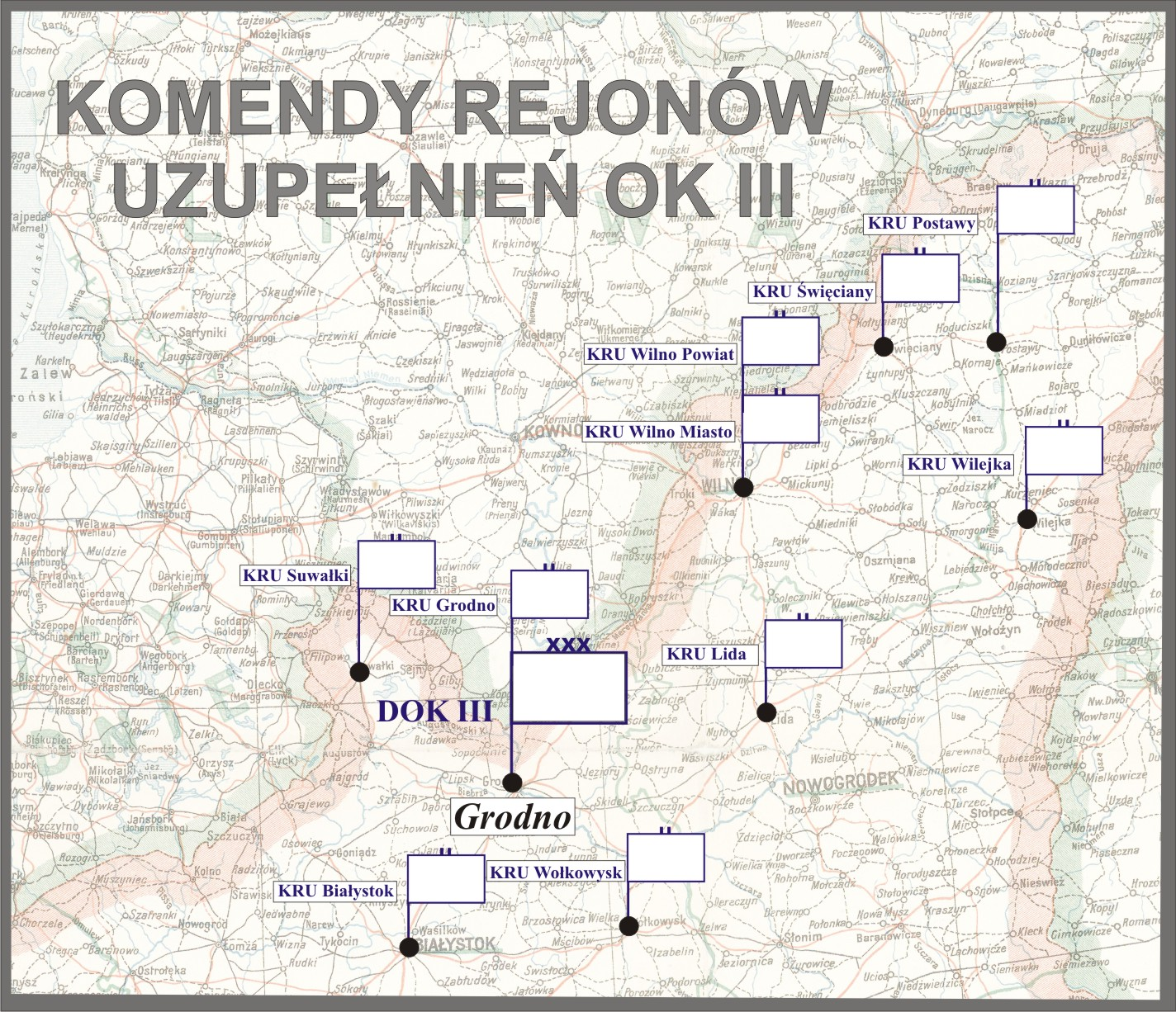
Komendy rejonów uzupełnień DOK III

Komenda Rejonu Uzupełnień Wilejka (KRU Wilejka) – organ wojskowy właściwy w sprawach uzupełnień Sił Zbrojnych II Rzeczypospolitej i administracji rezerw w powierzonym mu rejonie.

## Historia komendy
15 listopada 1921 roku, po wprowadzeniu podziału kraju na dziesięć okręgów korpusów oraz wprowadzeniu pokojowej organizacji służby poborowej, na terenie Okręgu Korpusu Nr III zorganizowana została Powiatowa Komenda Uzupełnień Mołodeczno w Wilejce. Okręg poborowy PKU Mołodeczno w Wilejce obejmował powiaty: wilejski, stołpecki i duniłowiczowski należące do Ziemi Wileńskiej.
19 marca 1922 roku z inicjatywy komendanta PKU ppłk. Metzlera garnizon Wilejka wspólnie z ludnością cywilną uroczyście obchodził dzień imienin Naczelnego Wodza marszałka Józefa Piłsudskiego.
18 listopada 1924 roku weszła w życie ustawa z dnia 23 maja 1924 roku o powszechnym obowiązku służby wojskowej, a 15 kwietnia 1925 roku rozporządzenie wykonawcze ministra spraw wojskowych do tejże ustawy, wydane 21 marca tego roku wspólnie z ministrami: spraw wewnętrznych, zagranicznych, sprawiedliwości, skarbu, kolei, wyznań religijnych i oświecenia publicznego, rolnictwa i dóbr państwowych oraz przemysłu i handlu. Wydanie obu aktów prawnych wiązało się z przejęciem przez władze cywilne (administracji I instancji) większości zadań związanych z przygotowaniem i przeprowadzeniem poboru. Przekazanie większości zadań władzom cywilnym umożliwiło organom służby poborowej zajęcie się wyłącznie racjonalnym rozdziałem rekruta oraz ewidencją i administracją rezerw. Do tych zadań dostosowana została organizacja wewnętrzna powiatowych komend uzupełnień i ich składy osobowe. Poszczególne komendy różniły się między sobą składem osobowym w zależności od wielkości administrowanego terenu.
Zadania i nowa organizacja PKU określone zostały w wydanej 27 maja 1925 roku instrukcji organizacyjnej służby poborowej na stopie pokojowej. W skład PKU Mołodeczno w Wilejce wchodziły dwa referaty: I) referat administracji rezerw i II) referat poborowy. Nowa organizacja i obsada służby poborowej na stopie pokojowej według stanów osobowych L. O. I. Szt. Gen. 3477/Org. 25 została ogłoszona 4 lutego 1926 roku. Z tą chwilą zniesione zostały stanowiska oficerów ewidencyjnych.
Z dniem 1 stycznia 1926 siedziba władz powiatowych w Duniłowiczach została przeniesiona do Postaw, a nazwa powiatu duniłowickiego zmieniona na powiat postawski.
Z dniem 20 stycznia 1926 roku zostało utworzone województwo wileńskie, w skład którego zostały włączone między innymi powiaty: postawski i wilejski.
12 marca 1926 roku została ogłoszona obsada personalna Przysposobienia Wojskowego, zatwierdzona rozkazem Dep. I L. 6000/26 przez pełniącego obowiązki szefa Sztabu Generalnego gen. dyw. Edmunda Kesslera, w imieniu ministra spraw wojskowych. Zgodnie z nową organizacją pokojową Przysposobienia Wojskowego zostały zlikwidowane stanowiska oficerów instrukcyjnych przy PKU, a w ich miejsce utworzone rozkazem Oddz. I Szt. Gen. L. 7600/Org. 25 stanowiska oficerów przysposobienia wojskowego w pułkach piechoty.
Od 1926 roku, obok ustawy o powszechnym obowiązku służby wojskowej i rozporządzeń wykonawczych do niej, działalność PKU Mołodeczno w Wilejce normowała „Tymczasowa instrukcja służbowa dla PKU”, wprowadzona do użytku rozkazem MSWojsk. Dep. Piech. L. 100/26 Pob.
Z dniem 1 kwietnia 1927 roku w województwie wileńskim utworzony został powiat mołodeczański.
Z dniem 1 października 1927 roku PKU Mołodeczno w Wilejce została przemianowana na Powiatową Komendę Uzupełnień Wilejka. Od tego dnia administrowała powiatami: mołodeczańskim i wilejskim. Powiat postawski został podporządkowany nowo utworzonej PKU Postawy, natomiast powiat stołpecki PKU Baranowicze.
W marcu 1930 roku PKU Wilejka nadal podlegała Dowództwu Okręgu Korpusu Nr III i administrowała powiatami: mołodeczańskim i wilejskim. W grudniu tego roku PKU Wilejka posiadała skład osobowy typ III.
31 lipca 1931 roku gen. dyw. Kazimierz Fabrycy, w zastępstwie ministra spraw wojskowych, rozkazem B. Og. Org. 4031 Org. wprowadził zmiany w organizacji służby poborowej na stopie pokojowej. Zmiany te polegały między innymi na zamianie stanowisk oficerów administracji w PKU na stanowiska oficerów broni (piechoty) oraz zmniejszeniu składu osobowego PKU typ I–IV o jednego oficera i zwiększeniu o jednego urzędnika II kategorii. Liczba szeregowych zawodowych i niezawodowych oraz urzędników III kategorii i niższych funkcjonariuszy pozostała bez zmian.
1 lipca 1938 roku weszła w życie nowa organizacja służby uzupełnień, zgodnie z którą dotychczasowa PKU Wilejka została przemianowana na Komendę Rejonu Uzupełnień Wilejka przy czym nazwa ta zaczęła obowiązywać 1 września 1938 roku, z chwilą wejścia w życie ustawy z dnia 9 kwietnia 1938 roku o powszechnym obowiązku wojskowym. Obok wspomnianej ustawy i rozporządzeń wykonawczych do niej, działalność KRU Wilejka normowały przepisy służbowe MSWojsk. D.D.O. L. 500/Org. Tjn. Organizacja służby uzupełnień na stopie pokojowej z 13 czerwca 1938 roku. Zgodnie z tymi przepisami komenda rejonu uzupełnień była organem wykonawczym służby uzupełnień .
Komendant rejonu uzupełnień w sprawach dotyczących uzupełnień Sił Zbrojnych i administracji rezerw podlegał bezpośrednio dowódcy Okręgu Korpusu Nr III, który był okręgowym organem kierowniczym służby uzupełnień. Rejon uzupełnień nie uległ zmianie i nadal obejmował powiaty: mołodeczański i wilejski.
W planie mobilizacyjnym „W” KRU Wilejka nie została obciążona zadaniami mobilizacyjnymi. W czasie mobilizacji pozostawała na etacie pokojowym, a w czasie wojny przynależała pod względem ewidencji i uzupełnień do Ośrodka Zapasowego 29 Dywizji Piechoty.

## Obsada personalna komendy
Poniżej przedstawiono wykaz oficerów zajmujących stanowisko komendanta Powiatowej Komendy Uzupełnień i komendanta rejonu uzupełnień oraz wykaz osób funkcyjnych (oficerów i urzędników wojskowych) pełniących służbę w PKU Mołodeczno w Wilejce oraz PKU i KRU Wilejka, z uwzględnieniem najważniejszych zmian organizacyjnych przeprowadzonych w 1926 i 1938 roku.
Komendanci
- ppłk piech. Stanisław Metzler (do 15 IX 1923 → komendant PKU Wilno[23][24][25])
- mjr piech. Wacław Kaj (15 IX 1923[23] – VII 1924 → I referent PKU Wilno[26])
- ppłk piech. Józef Bronisław Janicki (VII[26] – VIII 1924 → komendant PKU Krzemieniec[27])
- płk piech. Mikołaj Korszun-Osmołowski (VIII 1924[27] – II 1927[28] → komendant PKU Mińsk Mazowiecki)
- mjr piech. Piotr Tapper (V 1927[29] – 31 VIII 1930[30] → stan spoczynku)
- mjr art. Adam Marian Kopacz (IX 1930[31] – XI 1932 → dyspozycja dowódcy OK III[32][33])
- mjr piech. Edmund Suchanek[a] (VIII 1933[39] – VII 1935[40])
- mjr piech. Jan Łomnicki (VIII 1935 – IX 1939[41] → w niewoli sowieckiej)

Obsada pozostałych stanowisk funkcyjnych PKU w latach 1921–1925
- I referent
  - por. Jan Strzyżewski (1923 – XII 1923[44] → II referent PKU Lida)
  - kpt. piech. Józef Harasimowicz (XII 1923[44] – III 1924[45] → 1 pp Leg.)
  - por. Jan Strzyżewski (III 1924[45] – I 1925[46] → II referent)
  - kpt. piech. Stefan IV Zieliński (I 1925[47] – II 1926 → 5 pp Leg.)
- II referent
  - urzędnik wojsk. XI rangi Marian Mandziuk (1923)
  - por. Jan Strzyżewski (I 1925 – II 1926 → kierownik II referatu)
- oficer instrukcyjny – wakat (1923 – 1924)
- oficer ewidencyjny na powiat duniłowicki
  - urzędnik wojskowy XI rangi Wawrzyniec Malanda (do I 1923[48] → OE Dąbrowa PKU Tarnów)
  - urzędnik wojsk. IX rangi Stanisław Ochab (III[49] – 23 V 1923[50] → OE Dąbrowa PKU Tarnów)
  - por. piech. Leon Marian Bernacki (1 VIII[51] – 15 XI 1923[52] → 74 pp)
  - por. piech. Czesław Rzeszotarski (15 XI 1923[52] – II 1926 → referent)
- oficer ewidencyjny na powiat stołpecki – urzędnik wojsk. XI rangi / por. kanc. Jan Pietkiewicz (od 16 V 1923[53])
- oficer ewidencyjny na powiat wilejski
  - urzędnik wojsk. IX rangi Władysław Zaleski (do 2 X 1923[54] → II referent PKU Augustów w Sokółce)
  - urzędnik wojsk. XI rangi / por. kanc. Lucjan I Olszewski (od 2 X 1923[54])

Obsada pozostałych stanowisk funkcyjnych PKU w latach 1926–1938
- kierownik I referatu administracji rezerw i zastępca komendanta
  - mjr piech. Piotr Tapper (II 1926 – V 1927 → komendant PKU)
  - mjr kanc. Kazimierz Krieger (V 1927[58] – XI 1928[59] → kierownik I referatu PKU Biała Podlaska)
  - mjr piech. Karol Hönl (XI 1928[60] – III 1929[61] → dyspozycja dowódcy OK III)
  - mjr art. Adam Marian Kopacz (III 1929[62] – IX 1930 → komendant PKU)
  - kpt. piech. Walerian Edward Wilhelm Mossoczy[b] (od IX 1930[65], był w VI 1935, †4 III 1937 Wilno[66])
  - kpt. piech. Józef Kasperski (1937 – 1938 → WINO)
- kierownik II referatu poborowego
  - por. Jan Strzyżewski (od II 1926)
  - kpt. piech. Czesław Rzeszotarski (był w 1932 – VI 1938 → kierownik II referatu KRU)
- referent
  - por. piech. Czesław Rzeszotarski (II 1926 – ? → kierownik II referatu)
  - kpt. art. Aleksander Włodzimierz Lenczowski (VII[67] – XII 1929[68] → referent PKU Kraśnik)
  - kpt. piech. Walerian Edward Wilhelm Mossoczy (IV 1930 – IX 1930 → kierownik I referatu)

Obsada pozostałych stanowisk funkcyjnych PKU w latach 1938–1939
- kierownik I referatu ewidencji – kpt. adm. (piech.) Władysław Boratyn[c] (1939 → w niewoli sowieckiej)
- kierownik II referatu uzupełnień – kpt. adm. (piech.) Czesław Rzeszotarski †1940 Charków[70]